# عوسق ثعلبي
عوسق ثعلبي (الاسم العلمي: Falco alopex)، طائر جارح ينتمي إلى فصيلة الصقريات. ويوجد في المناطق القاحلة المفتوحة في الجزء الشمالي من إفريقيا جنوب الصحراء الكبرى.